# Allison Danger
Cathy Allison Corino, conosciuta col nome d'arte di Allison Danger (Winnipeg, 31 marzo 1977), è una wrestler canadese.

## Carriera
Mentre era al liceo Cathy era una cheerleader e ha praticato hockey su prato, softball e track running. Dopo essersi diplomata ha giocato ad hockey sul ghiaccio per due anni.
Il fratello maggiore di Cathy, Steve, è anch'esso un wrestler professionista e mentre lavorava per la Extreme Championship Wrestling(ECW) ha introdotto sua sorella agli spogliatoi della ECW. Cathy strinse amicizia con Francine, una manager per la ECW, e nel maggio 2000 Francine e Cathy sono andate ad uno show della IWA insieme a Reading, Pennsylvania. La moglie dell'ex ECW The Sandman's (la sua solita manager) non era disponibile per l'evento e così The Sandman ha invitato Cathy come sua sostituta. Cathy ha accettato su pressioni di Francine e si è goduta l'esperienza, così tanto che ha lavorato nuovamente per la stessa compagnia diverse settimane dopo. Il mese successivo si è unita all'Independent Wrestling Federation e ha iniziato ad allenarsi sotto Rapid Fire Maldonado e suo fratello nella IWA Cruel School a Boyertown, Pennsylvania.

### Independent Wrestling Federation
Cathy ha adottato il personaggio di Allison Danger, una punk tatuata. Il suo primo match è stato un mixed tag team match con Rapid Fire come sua compagna a Reading. Allison e Maldonado hanno continuato a fare coppia insieme e il 24 marzo 2001 a Plainfield, New Jersey hanno vinto gli IWF Tag Team Championshops in un Fatal 4 Way Tag Match. Dopo che Maldonado ha sofferto un infortunio, Biggie Biggs l'ha rimpiazzato come compagno di Allison. Hanno perso i titoli contro Hadrian e Damian Adams il 16 settembre 2001 a West Orange, New Jersey.

### Circuito indipendente, Europa e Giappone
Durante il 2003 Allison ha lavorato per la Jersey All Pro Wrestling e la IWA Mid South. Tra luglio ed agosto del 2003 ha fatto un tour in Giappone rimpiazzando la sua amica Lucy Furr.
Dal marzo 2007 Allison ha iniziato a fare tour in Europa. Ha lottato per la Ring of Honor, Irish Whip Wrestling, South Wales Championship Wrestling, German Stampede Wrestling, Queen of Chaos, World Association of Wrestling, Real Quality Wrestling e Future Championship Wrestling. Durante il tour ha vinto quattro match, persi sei e pareggiati due. Ha anche lavorato per la Southern Championship Wrestling a Raleigh, North Carolina nell'ultimo evento a King's Barcade nella primavera del 2007.

### Ring of Honor
Allison si è unita alla Ring of Honor (ROH) come manager del Christopher Street Connection. Al primo show ha avuto il primo ed unico bump sul tavolo per mano dei Da Hit Squad. Dopo che la Connection ha lasciato la ROH è diventata la manager dei Prophecy, una stable heel guidata da Christopher Daniels che si opponeva al "Codice d'Onore" della ROH e stava feudando con il Group, diretto dal fratello di Allison, Steve.
Il 12 giugno 2004 i membri della Prophecy Dan Maff e B.J. Whitmer hanno turnato face abbandonando la Prophecy e licenziando Allison come loro manager. Ha iniziato un feud con Maff e Whitmer e ha messo una taglia sulle loro teste il 24 giugno. Durante il resto del 2004 ha mandato in fumo ogni azione dei suoi vecchi clienti, costandogli ripetutamente i loro match e usando il controllo dei loro contratti per metterli in match fisicamente impossibili. Nonostante i suoi tentativi, tuttavia, Maff e Whitmer hanno sconfitto gli Havana Pitbulls per i ROH World Tag Team Championship il 19 febbraio 2005. Allison ha poi avuto un breve feud con Daizee Haze prima di lasciare la ROH.
Allison è tornata in ROH a Death Before Dishonor III' il 18 giugno 2005 e ha alluso al ritorno di Christopher Daniels nella promotion (Daniels era stato escluso da tutti gli show ROH dalla Total Nonstop Action Wrestling nel 2004 come risultato dell'incidente controverso Rob Feinstein). Ha riformato un'alleanza con Christopher dopo che è tornato più tardi quella sera. Dal luglio 2005 fino a quando Daniels ha lasciato la ROH nell'Aprile 2007 lei è stata la sua naager. La stessa settimana che Daniels ha lasciato la ROH lo ha fatto anche Allison.

### SHIMMER Women Athletes

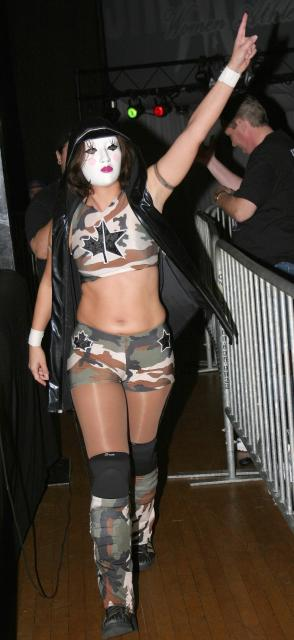
Danger nel suo attire tipico prima di lottare in SHIMMER

Allison è molto coinvolta nella dirigenza della promotion indipendente tutta al femminile con sede a Chicago, la SHIMMER Women Athletes. Co-dirige la promotion con Dave Prazak ed è anche una wrestler attiva e commentatrice di supporto per i DVD. È stata parte della federazione sin dal suo debutto, dove ha sconfitto Beth Phoenix. Più tardi quella sera ha invece sconfitto Rain, l'ex TNA Knockout conosciuta come Payton Banks. Più tardi quella sera ha sfidato Rebecca Knox ad un match nel Volume 3 Nel suo match di debutto in SHIMMER Rebecca Knox ha sconfitto Allison Danger dopo aver utilizzato la tattica del finto infortunio resa famosa da Fit Finley. Più tardi quella sera ha ripreso a vincere match sconfiggendo Tiana Ringer. Nel Volume 5 ha ottenuto una vittoria importantissima contro Cheerleader Melissa dopo che MsChif l'ha distratta a bordo ring. Nel Volume 6 ha avuto il suo rematch con Rebecca Knox in un Pure Wrestling Rules Match ma ancora una volta ne è uscita sconfitta e con la winning streak infranta. Nel Volume 7 ha sconfitto Amber O'Neal ma nel Volume 8 ha perso contro la canadese LuFisto. Più tardi quella sera ha proposto a Cindy Rogers di fargli da spalla nel suo match contro l'Experience (Malia Hosaka e Lexie Fyfe) nel Volume 9 e Cindy ha accettato.
Nel Volume 9 Cindy Rogers e Allison Danger sono state sconfitte dall'Experience quando Cindy Rogers ha deciso di voltare le spalle ad Allison rifiutando di darle il touch e addirittura attaccandola con un Sit-Out Facebuster. Più tardi quella sera, quindi, le due si sono sfidate in un Singles Match vinto dalla Rogers con uno schienamento irregolare. Nel Volume 11 ha preso parte al torneo per decretare la prima SHIMMER Champion ma è stata sconfitta nel primo round da Malia Hosaka con un Figure Four Leg Lock. Nel Volume 12 quindi ha avuto la possibilità di sfidarsi con Cindy Rogers in uno Street Fight Match che è riuscita a vincere dopo aver messo a segno un STO su Cindy. Nel dopo match è stata però brutalizzata dalla Rogers con una catena quindi le due hanno continuato il loro feud nel Volume 13 dove Cindy ha avuto la seconda vittoria in un Dog Collar Match. Nel Volume 14 ha avuto un'ennesima sconfitta contro Cindy Rogers, questa volta in un Two Outs of Three Falls Match con una situazione di 2-1. Nel Volume 15 le due si sono sfidate un'ultima volta e questa volta Allison ha messo letteralmente fine al feud sconfiggendo Cindy con l'Old School Expulsion. Più tardi quella ha fatto coppia con Serena Deeb perdendo nuovamente contro Lexie Fyfe e Malia Hosaka.
Ai Tapings del 26 aprile 2008 Allison Danger ha sofferto una frattura della clavicola nella parte conclusiva di un tag team match con Sara Del Rey contro cheerleader Melissa e MsChif nel Main Event del Volume 17. Ha saltato tre mesi di azione in-ring ma ha continuato a frequentare gli shimmer show. È tornata nel Volume 19 dove ha sconfitto Jennifer Blake in un match amichevole. Nel dopomatch però è stata attaccata verbalmente da Portia Perez che l'ha definita una "diet-canadian". Questo ha portato quindi ad un match nel Volume 20 dove Portia Perez e Nicole Matthews hanno sconfitto Allison Danger e Jennifer Blake in un tag team match quando Portia ha sottomesso Allison che nel frattempo si era reinfortunata. Nel Volume 22 ha annunciato di essere in uno stato di gravidanza e che per questo motivo avrebbe saltato degli SHIMMER Tapings. Tuttavia Portia ha provato nuovamente ad attaccarla, questa volta però l'arbitro è riuscito ad intervenire in tempo per scampare il peggio. Allison ha fatto il suo ritorno su un Ring SHIMMER nel Volume 24 dove è stata sconfitta da Portia Perez in uno Street Fight Match. Nel Volume 25 però è riuscita a sconfiggere le Canadian NINJAS facendo coppia con Daizee Haze. Nel Volume 27 ha avuto una rapida vittoria contro Kellie Skater ma è stata sconfitta da Nicole Matthews nel Volume 28 dopo essere stata colpita con una delle due cinture degli SHIMMER Tag Team Champions. Nel Volume 29 ha sconfitto una delle allieve di Daizee Haze, Rayna Von Tash. Nel dopo match è stata attaccata dalle Canadian NINJAS e questo ha portato ad un Last Women Standing Match che ha visto Allison trionfare dopo aver messo a segno il suo classico Old School Expulsion, mettendo fine ad un altro feud.
Nel Volume 31 si è confrontata in un Singles Match contro Melanie Cruise, accompagnata dalla sua manager Annie Social. Ad ottenere la vittoria è stata Melanie con l'aiuto della sua manager. Le due hanno poi provato ad attaccare Allison che è stata però salvata dalla rientrante Jennifer Blake. La biondina ha fatto quindi coppia con Allison nel Volume 32 dove hanno sconfitto Melanie Cruise e Annie Social. Ha ottenuto un'altra vittoria in singolo contro Leva Bates l'11 novembre 2010, nel Volume 33, schienandola con lo Shimmering Warlock. Nel post match è stata attaccata dalla rientrante Veronika Vice che l'ha sfidata ad un match nel Volume 34. Nel Volume 34 è stata sconfitta in maniera non molto pulita da Veronika Vice nel suo match di ritorno. Nel Volume 35 ha avuto il suo rematch contro Veronika Vice e questa volta è riuscita a portarsi a casa la vittoria dopo uno Shimmering Warlock.

### Pro Wrestling SUN
Il 13 dicembre 2010 è stato annunciato in esclusiva dal noto website DivaDirt che Allison Danger, veterana delle scene indipendenti di pro-wrestling diventerà anche una promoter a tutti gli effetti mettendo su la propria promotion di wrestling, la rinata Pro Wrestling SUN. In contemporanea ha anche annunciato che il primo show di terrà il 20 marzo 2011 nel New Jersey e il roster si dividerà in due sotto roster. È stato anche annunciato il primo Main Event dello Show che vedrà Allison Danger, la campionessa World-1 Women's, affrontare la SHIMMER Champion Madison Eagles in un Doble Title Shot Match che garantirà alla vincitrice la title shot al titolo dell'avversaria.

### nCw Femmes Fatales
Il 23 ottobre 2010 è stato annunciato ad uno show Live della NCW Femmes Fatales che Allison Danger avrebbe fatto il suo debutto per la federazione il 12 marzo 2011 in un match contro Anastasia Ivy.

### JAPW
Nel tardo 2009 Allison Danger ha fatto il suo ritorno nella Jersey All Pro Wrestling, questa volta negli show propri della loro Women's Division. All'inizio era stato programmato un suo ritorno contro Daizee Haze ma quando l'ha attaccata nel Backstage Daizee si è infortunata ed è stata quindi rimpiazzata dalla Portuguese Princess Ariel che non è stata in grado di portarsi a casa la vittoria. Il 9 gennaio 2010 Allison ha perso contro Sassy Stephie in un grande upset ma nel dopo match l'ha attaccata, infortunando anche lei.

## Vita privata
Cathy ha sposato il wrestler professionista svizzero Marco Jaggi, meglio conosciuto come Ares, il 7 giugno 2008. Ha dato alla luce il loro primo figlio, una figlia chiamata Kendall Grace Jaggi, il febbraio del 2009.
È la sorella del wrestler Steve Corino. Nel maggio 2010 Allison ha lanciato il proprio audio show sul sito di wrestling femminile Diva-Dirt.com Attualmente il podcast non ha un titolo. Lo show è cogestito dalla sua collega SHIMMER Amber Gertner che appare come intervistatrice per la promotion.

## In wrestling
- Finishing moves
  - Dangerous Liaisons (Oklahoma roll)
  - Lariat
  - Old School Expulsion (Inverted facelock neckbreaker slam)[25] - adottata da suo fratello
  - Shimmering Warlock[25] (Step–up enzuigiri])
  - STO
- Signature moves
  - Curb Kick (Big Boot in corsa sul retro della testa di un avversario posizionato sulla prima corda)
  - Flirting with Danger[25] (Single knee facebreaker)
  - Lovelace Choker (Inverted facelock neckbreaker)
  - Tornado DDT
- Wrestler di cui è stata valletta
  - Christopher Daniels
  - Mike Kruel
  - Dan Maff
  - Donovan Morgan
  - The Sandman
  - B.J. Whitmer
  - Xavier
  - Jolly Roger
  - Lance Steel
  - Matt Sydal
- Entrance Theme
  - "AtoZ TV Theme" by AtoZ (Shimmer / ROH)
  - "Fire" by Scooter (Shimmer)

## Championships and accomplishments
- Independent Wrestling Federation
  - IWF Tag Team Championship (1 volta) - con Rapid Fire Maldonado
- International Catch Wrestling Association
  - ICWA Ladies Championship (1 volta)[26]
- New Breed Wrestling Association
  - NBWA Women's Championship (1 volta)
- Pro Wrestling Illustrated
  - PWI ranked her # 21 of the best 50 female singles wrestlers in the PWI Female 50 in 2008[27]
- Pro Wrestling WORLD-1
  - WORLD-1 Women's Championship (1 volta)[28]
- World Class Extreme Wrestling / ThunderGirls
  - WCEW/ThunderGirls Divas Championship (1 volta, attuale)
- World Xtreme Wrestling
  - WXW Women's Tag Team Championship (1 time) - con Alere Little Feather